# Wogan Philipps
Pour les articles homonymes, voir Philipps.
Wogan Philipps, 2e baron Milford, né le 25 février 1902 à Brentwood dans l'Essex et mort le 3 novembre 1993 à Hampstead, est un homme politique britannique. Il est le seul représentant du Parti communiste de Grande-Bretagne à avoir siégé à la Chambre des lords, et plus généralement l'un des très rares communistes (le dernier à ce jour) à avoir siégé au Parlement du Royaume-Uni.

## Jeunesse
Wogan Philipps est le fils de Laurence Philipps, riche homme d'affaires anobli (fait baron) en 1939. Le parcours éducatif du jeune homme est celui de l'élite britannique : le prestigieux Eton College (école privée) pour ses études secondaires, puis deux ans de licence d'Histoire à Magdalen College à l'Université d'Oxford, « jusqu'à ce que son père décide que tel n'était pas un usage profitable de son temps ». Son père l'envoie travailler dans l'administration coloniale en Inde, où Wogan tombe gravement malade, atteint de la malaria. De retour en Angleterre, il travaille de mauvais gré dans la compagnie d'assurance de son père, qui le contraint par ailleurs à renoncer à des fiançailles qu'il n'approuve pas. En 1925, son père l'envoie travailler dans une industrie navale appartenant à un ami de la famille, Walter Runciman. Wogan Philipps s'y éprend de l'épouse du fils de celui-ci, la romancière Rosamond Lehmann, dont il devient l'amant, puis l'époux en 1928 après son divorce. Au travers de son épouse, il se rapproche du Bloomsbury Group, intégrant un monde d'écrivains, d'intellectuels et d'artistes, et se lance lui-même dans la peinture. Il sert de secrétaire à son épouse, tapant à la machine les romans de celle-ci.

## Engagement politique
Ses opinions politiques s'ancrent à gauche lors de la Grève générale de 1926. Au début de la grève, il est conservateur, et se joint à un groupe d'amis de la haute société comme briseur de grève, avant de décider que la cause des grévistes est une cause juste.
À partir de 1929, il tente de s'établir comme peintre, initialement avec le soutien financier de son père. Ce dernier, toutefois, s'indigne en 1931 de le voir peindre des femmes nues, et lui coupe toute ressource. Malgré plusieurs expositions, il ne parvient jamais à percer comme artiste, les critiques demeurant « tièdes » à son égard.
Ses opinions politiques se radicalisent dans les années 1930. Il part rejoindre la cause républicaine lors de la Guerre d'Espagne, où il conduit des ambulances. Blessé en mai 1937 par un tir de mortier, il retourne en Angleterre, où il « aide des bateaux britanniques à forcer le blocus des ports espagnols » puis, après la défaite des républicains en 1939, à évacuer des réfugiés,.
En 1937, il rejoint le Parti communiste de Grande-Bretagne. Sa relation avec Rosamond Lehmann se refroidit ; elle le trompe, entre autres avec le poète Cecil Day-Lewis, et le couple (qui a deux enfants) divorce en 1943. En 1944, Wogan Philipps épouse Cristina, comtesse de Huntingdon, qui comme lui est communiste et a été impliquée dans le soutien aux républicains en Espagne. Lord Milford rompt alors les liens avec son fils, communiste et divorcé, et le déshérite,.
Lorsque éclate la Seconde Guerre mondiale, il se présente à la Royal Navy pour s'y engager, mais est refusé en raison de problèmes de santé. Il cherche alors à rejoindre la Home Guard, mais y est refusé également, cette fois pour raisons politiques,. Avec son épouse, il achète alors une ferme près de Cheltenham, dans le Gloucestershire, et devient fermier. Il édite un journal rural du Parti communiste, Country Standard, et se lance dans la politique locale. Il aide à développer le Syndicat national des ouvriers agricoles (National Union of Agricultural Workers), et siège un temps au conseil de district rural local, où il est le seul élu à ne pas être membre du Parti conservateur,. Il se présente comme candidat communiste aux élections législatives de 1950 mais est largement battu, n'obtenant que 0,9 % des voix dans sa circonscription. Il se consacre également à la peinture, dépeignant des scènes de ferme et les manières dont l'homme transforme le paysage. Son épouse décède en 1953 ; l'année suivante il épouse Tamara Rust, veuve de l'éditeur du journal communiste The Daily Worker.
Son père décède le 7 décembre 1962 ; Wogan Philipps hérite du titre de Baron Milford, et du siège de son père à la Chambre des lords, en tant que pair héréditaire. Harry Pollitt, le dirigeant du Parti communiste, lui demande d'accepter le siège, ce qu'il fait. Lors de sa première allocution à la Chambre, il demande :
« My Lords, de quoi sommes-nous réellement censés hériter ? Est-ce d'une capacité spéciale qui nous permette de servir de législateurs ? Non. Ce dont nous héritons, c'est d'une richesse pécuniaire et des privilèges qui y sont associés - un principe qui contredit toute conception de la démocratie. […] Tant que durera [la Chambre des lords], sa fonction sera -comme elle l'a toujours été- de freiner la progression de la démocratie, de protéger les riches et les privilégiés. Pour cette raison, je suis favorable à l'abolition complète de cette Chambre, qui constitue un tel obstacle au progrès. »
Ce qui lui vaut l'ostracisme de bon nombre de ses pairs. Il conserve son siège à vie, et est durant tout ce temps le seul membre du Parti communiste au Parlement. En tant que membre du Parlement, il « contribu[e] aux débats sur le désarmement et sur les affaires internationales ». En 1984, son épouse et lui quittent leur ferme et s'installent à Hampstead, à Londres, ce qui facilite sa participation au corps législatif.
Il décède le 3 novembre 1993. Son fils Hugo Philipps hérite de son titre et de son siège, devenant le troisième Baron Milford. Son seul autre enfant, Sally, est morte jeune, atteinte de polio lors d'un voyage en Indonésie ; son veuf, le poète P. J. Kavanagh (en), écrit un livre (The Perfect Stranger) à sa mémoire en 1966.

## Liste des parlementaires communistes au Parlement britannique
Il n'y a jamais eu que six représentants du Parti communiste au Parlement du Royaume-Uni :

À la Chambre des communes :
- Cecil Malone (1920-1922)
- John Newbold (1922-1923)
- Shapurji Saklatvala (1922-1929)
- William Gallacher (1935-1950)
- Phil Piratin (1945-1950)

À la Chambre des lords :
- Wogan Philipps (baron Milford) (1963-1993)